# Que la paix soit avec vous
Que la paix soit avec vous est le 7e roman de Serge Joncour, paru en août 2006 aux éditions Flammarion (et sorti en édition livre de poche chez J'ai lu en 2008).

## Résumé
Dans ce roman, le lecteur pénètre dans la peau d'un anti-héros anonyme qui, depuis son licenciement, passe ses journées à regarder la télévision cloîtré dans un minuscule studio. D'un œil désabusé et philosophique, il dissèque et analyse le monde exhibé devant lui à travers son écran.  Autour de lui se dégage une atmosphère géopolitique (avec la crise en Irak analysée à la télévision) et menaçante par la présence de promoteurs avides de racheter l'immeuble. De plus, il croit un jour discerner une présence dans l'appartement voisin, vide depuis de nombreuses d'années.

## Le titre
Le titre de l'œuvre est une antiphrase parfaite, le personnage principal étant confronté de près ou de loin aux tensions et aux conflits internationaux ainsi qu'aux promoteurs et à son voisin mystérieux. Finalement c'est une lutte destructrice qu'il finit par mener contre lui-même, sa solitude, son désabusement et sa paranoïa. 